# Zherichinius
Zherichinius – wymarły rodzaj mrówek z podrodziny Dolichoderinae. Obejmuje 2 opisane gatunki:
- Zherichinius horribilis Dlussky, 1988
- Zherichinius rapax Dlussky, 1988

Oba gatunki pochodzą z paleocenu i odnalezione zostały na Sachalinie.